# Bolchoï Kinel
La rivière Bolchoï Kinel (en russe : Большой Кинель) est un cours d'eau de Russie et un affluent droit de la Samara. Elle arrose les oblasts d'Orenbourg et de Samara.
La Bolchoï Kinel est longue de 437 km et draine un bassin de 15 200 km2. Elle prend sa source sur les pentes septentrionales des hauteurs d'Obchtchi Syrt et se jette dans la Samara à 15 km à l'est de la ville de Samara.
Elle arrose les villes de Bougourouslan, Pokhvistnevo et Otradny et Kinel, à la confluence avec la Samara.

## Source
- (ru) Grande Encyclopédie soviétique